# FC Stumbras
Maillots
Le FC Stumbras est un club de football lituanien basé à Kaunas.

## Histoire
Le club fondé en 2013 évolue pour la première fois en première division lituanienne lors de la saison 2015, après avoir été sacré champion de deuxième division en 2014.
Le FC Stumbras remporte son premier titre majeur en 2017, battant en finale de la Coupe de Lituanie le Žalgiris Vilnius sur le score de 1-0.
Exclu de la première division à la fin du mois de juin 2019, la disparition du club est confirmée un mois plus tard

## Bilan sportif

### Palmarès
- Coupe de Lituanie (1) :
  - Vainqueur : 2017
  - Finaliste : 2018

- Supercoupe de Lituanie :
  - Finaliste : 2018

- Championnat de Lituanie D2 (1) :
  - Champion : 2014

### Bilan par saison
| Saison | Championnat | Championnat | Championnat | Championnat | Championnat | Championnat | Championnat | Championnat | Championnat | Championnat | Coupe de Lituanie   |
| Saison | Division    | Pos         | Pts         | J           | V           | N           | D           | BP          | BC          | Diff        | Coupe de Lituanie   |
| ------ | ----------- | ----------- | ----------- | ----------- | ----------- | ----------- | ----------- | ----------- | ----------- | ----------- | ------------------- |
| 2013   | 3e          | 2e          | 55          | 24          | 17          | 4           | 3           | 65          | 14          | +41         | N/A                 |
| 2014   | 2e          | 1er         | 64          | 31          | 19          | 7           | 5           | 73          | 29          | +44         | N/A                 |
| 2015   | 1re         | 7e          | 41          | 36          | 11          | 8           | 17          | 51          | 74          | -23         | Deuxième tour       |
| 2016   | 1re         | 5e          | 33          | 33          | 8           | 9           | 16          | 43          | 63          | -20         | Demi-finales        |
| 2016   | 1re         | 5e          | 33          | 33          | 8           | 9           | 16          | 43          | 63          | -20         | Demi-finales        |
| 2017   | 1re         | 7e          | 22          | 28          | 4           | 10          | 14          | 23          | 42          | -19         | Vainqueur           |
| 2018   | 1re         | 4e          | 51          | 33          | 15          | 6           | 12          | 45          | 35          | +10         | Finale              |
| 2019   | 1re         | 8e          | 15          | 28          | 4           | 3           | 21          | 12          | 60          | -48         | Huitièmes de finale |

Légende
- Vainqueur de la compétition.
- Vice-champion ou finaliste de la compétition.
- Promotion en division supérieure.
- Relégation en division inférieure.

### Bilan européen
Note : dans les résultats ci-dessous, le score du club est toujours donné en premier
| Saison    | Compétition  | Tour           | Club             | Domicile | Extérieur | Total |
| --------- | ------------ | -------------- | ---------------- | -------- | --------- | ----- |
| 2018-2019 | Ligue Europa | Premier tour Q | Apollon Limassol | 1 - 0    | 0 - 2     | 1 - 2 |

Légende
- Victoire ou qualification pour le tour suivant
- Match nul
- Défaite ou élimination de la compétition

## Maillots
| Domicile (traditionnel) | Extérieur (2013-2016) | Extérieur (2017) | Extérieur (2018) |

### Couleurs
| STUMBRAS | STUMBRAS |